# مايانية

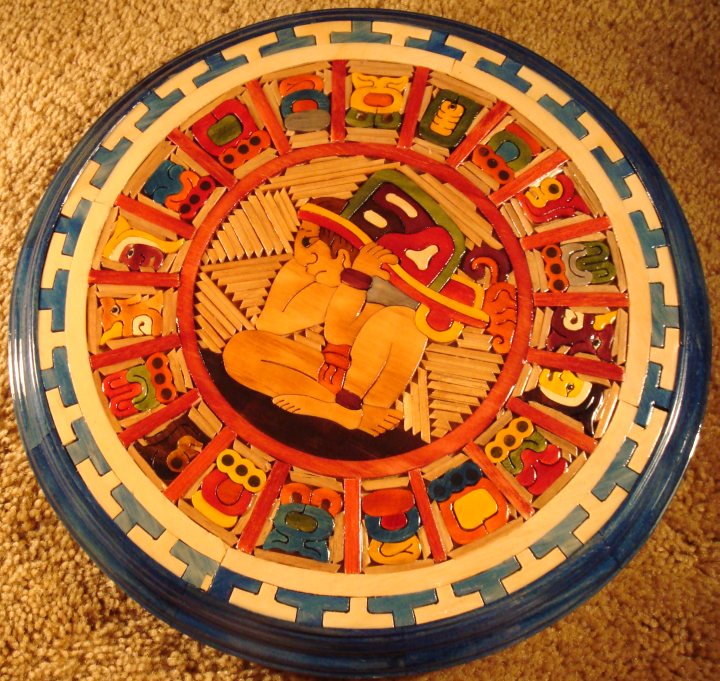
تقويم المايا تم إنشاؤه بواسطة حرفي حديث

المايانية هي مجموعة انتقائية غير مقننة لمعتقدات العصر الجديد، متأثرة جزئيًا بأساطير المايا في ما قبل عصر كولومبوس وبعض المعتقدات الشعبية لشعب المايا الحديث.
يضع دعاة المايانية المعاصرون تركيزًا أقل على الاتصالات بين المايا القديمة والأراضي المفقودة مما هو عليه في أعمال الكتاب الأوائل مثل جودفري هيغينز وشارل إتيان براسور دي بوربورغ وأوغسطس لو بلونجون، في إشارة إلى وجود اتصالات محتملة مع حياة خارج كوكب الأرض. ومع ذلك، يستمرون في تضمين إشارات إلى أطلانطس. يمكن إرجاع المفاهيم المتعلقة بوجود تأثير من خارج كوكب الأرض على المايا إلى كتاب «عربات الآلهة؟» بقلم إريك فون دانكن، التي تأثرت نظرياته القديمة بعمل بيتر كولوسيمو وخاصة فريق جاك بيرغر وولويس باولز، مؤلفي كتاب Le Matin des magiciens. استوحى هؤلاء الكتاب الأخيرون من الأدب الخيالي لـهوارد فيليبس لافكرافت ومن منشورات تشارلز فورت. ومع ذلك، توجد هناك عناصر من الانبهار بالقارات المفقودة والحضارات المفقودة، خاصة كما اشتهرت في القرن التاسع عشر في روايات الخيال العلمي والخيال التأملي لمؤلفين مثل جول فيرن وإدوارد بولوير لايتون وهنري رايدر هاجارد.
شهدت المايانية انتعاشًا في السبعينيات من خلال عمل فرانك واترس، كاتب في موضوع أساطير هوبي. تم رفض كتابه كتاب الهوبي «باعتباره مبتذل إلى حد كبير من قبل أتباع الهوبي التقليديين». في عام 1970، كان واترس المستفيد من منحة مؤسسة روكفيلر لدعم الأبحاث في المكسيك وأمريكا الوسطى. نتج عن ذلك كتابه بعنوان سحر المكسيك: العالم السادس القادم للوعي، وهو مناقشة لثقافة وسط أمريكا مخلوطة بشدة بمعتقدات واترس في علم التنجيم والنبوة وقارة أطلانطس المفقودة. لقد اكتسب كتابه زخمًا جديدًا في سياق ظاهرة عام 2012، لا سيما كما تم تقديمها في أعمال مؤلف العصر الجديد جون ميجر جنكينز، الذي يؤكد أن المايانية هي «الأفكار الأساسية أو تعاليم دين وفلسفة المايا» في كتابه كتاب لعام 2009 قصة 2012: الأساطير والمغالطات والحقيقة وراء التاريخ الأكثر إثارة للاهتمام في التاريخ.
اكتسبت المايانية قوة متجددة بسبب الأدب الخيالي العلمي الزائف لمؤلفين مثل إريك فون دانكن وزكريا سيتشين وغراهام هانكوك، الذين تتراوح نظرياتهم من استدعاء رواد الفضاء القدامى وغيرهم من خارج الأرض من الفضاء الخارجي، إلى إحياء فكرة أن الشعوب القديمة من الأراضي المفقودة جلبت الحكمة والتكنولوجيا لشعب المايا. إن المعنى الضمني لهذا هو أن المايا تمكنوا من الوصول إلى جوانب المعرفة القديمة والروحانية والفلسفة والدين التي كانت مفيدة للتعامل مع العالم الحديث، سواء عن طريق تجنب أرمجدون، أو اعتناق نهاية العالم الغامضة، أو بناء مدينة فاضلة مستقبلية.
المايانية لها تاريخ معقد تستمده من عدة مصادر مختلفة على هوامش علم الآثار السائد. لقد اكتسبت اهتمامًا متزايدًا من خلال تأثيرها على الثقافة الشعبية من خلال الخيال اللب، والخيال العلمي، والأدب الخيالي، ومؤخرًا السينما، والروايات المصورة، وألعاب تقمص الأدوار الخيالية (خاصة سجون وتنانين)، وألعاب الفيديو. كما أنها استلهمت أيضًا من نجاح رواية نبوءة سلستين لجيمس ريدفيلد، وهي رواية تشير إلى الاكتشاف الخيالي لمخطوطة للمساعدة الذاتية فترة ما قبل عصر كولومبوس في أمريكا الجنوبية.
تم الترويج لمذهب المايانية من قبل دور نشر محددة، وعلى الأخص التقاليد الداخلية - بير آند كومباني، التي أنتجت عددًا من الكتب حول موضوع ظاهرة 2012 لمؤلفين مثل خوسيه أرغيويلز، وجون ميجر جنكينز، وكارل جوهان كاليمان، وباربرا هاند كلاو. نشرت جيريمي بي. تارشر إنك أعمال مؤلفي العصر الجديد دانيال بينشبيك وجون ميجور جنكينز والتي ساهمت بشكل أكبر في الاهتمام المتزايد بالمايانية.

## التاريخ
يمكن تتبع المايا إلى مصادر مثل كتاب اليوتوبيا من القرن السادس عشر لتوماس مور، الذي طور مفهوم المدينة الفاضلة في العالم الجديد (وهي الفكرة التي اكتشفها كريستوفر كولومبوس لأول مرة في كتابه كتاب النبوات عام 1501). سعت التكهنات حول أصول حضارة المايا القديمة خلال القرن الثامن عشر إلى ربط تاريخ المايا بقصص من الكتاب المقدس مثل سفينة نوح وبرج بابل والأسباط العشرة المفقودة في إسرائيل. وشمل ذلك تكهنات حول أبطال الثقافة الأسطورية مثل فوتان وكيتزالكواتل.
في أوائل القرن التاسع عشر، ساهم ألكسندر فون هومبولت واللورد كينجسبورو في المزيد من هذه التكهنات. تم الاستشهاد بدور هومبولت وكينجسبورو من قبل جودفري هيغينز، الذي ساهمت رسالته، رسالة أناكالبسيس لعام 1833، في ظهور الفلسفة الخالدة وزعما أن جميع الأديان لها أصل قديم مشترك في العصر الذهبي للماضي البعيد.
في أواخر القرن التاسع عشر، قدم شارل إتيان براسور دي بوربورغ مساهمات أكاديمية مهمة (بما في ذلك إعادة اكتشاف بوبول فو)، ولكن في نهاية حياته المهنية أصبح مقتنعًا بأن ثقافة المايا القديمة يمكن تتبعها إلى قارة أطلانطس المفقودة. على سبيل المثال، حدد براسور في عام 1857 أن فوتان الحاكم الفينيقي هو من أسس بالينكي، وفي مقال نُشر عام 1872 نسب الكوارث الأسطورية في أمريكا الوسطى إلى نسخة مبكرة من نظرية تحول القطب. أثّرت أعمال براسور، التي تم توضيح بعضها من قبل الموهوب ولكن غير الدقيق للغاية جان فريديريك فالديك، على أعمال أخرى من العلوم الزائفة والتاريخ الزائف، مثل أبحاث ديزيريه تشارناي وأوغسطس لو بلونجون، وإغناطيوس إل. دونيلي، وجيمس تشيرشوارد. أثر كل من لو بلونجون ودونيلي بدورهما على أعمال كتّاب مثل هيلينا بتروفنا بلافاتسكي. والذين جلبوا مفاهيم خاطئة عن حضارة المايا القديمة إلى دوائر العصر الجديد المبكرة. أصبحت هذه الأفكار جزءً من نظام معتقد رعاه عالم النفس إدغار كايس في أوائل القرن العشرين، وشاع لاحقًا في الستينيات من قبل المؤلف جيس ستيرن. كان أحد الأمثلة على المايانية المبكرة هو إنشاء مجموعة تسمى المعبد الماياني بواسطة هارلد د. إيمرسون الذي حرر منشورًا متسلسلًا بعنوان الماياني، كرسه للتنوير الروحي والدين العلمي بين عامي 1933 و1941. كانت المحاولات في توليف الدين والعلم، وهي موضوع شائع في المايانية، هي إحدى المساهمات من الثيوصوفية بينما سيكون إيمرسون مثالًا مبكرًا على الشامان البلاستيكي في المايانية.

## المعتقدات الأساسية
المايانية ليس لها عقيدة مركزية. ومع ذلك، فإن الفرضية الأساسية هي أن شعب المايا القديم فهم جوانب التجربة الإنسانية والوعي البشري التي لا تزال غير مفهومة جيدًا في الثقافة الغربية الحديثة. يتضمن ذلك رؤى في علم الآخرات والكونيات والأمور الأخيرة بالإضافة إلى المعرفة المفقودة بالتكنولوجيا المتقدمة والبيئة التي، عند معرفتها، يمكن استخدامها لتحسين الحالة البشرية ولتأسيس مدينة فاضلة مستقبلية. ومع ذلك، وكنظام إيماني للعصر الجديد، فإن المايانية تحتقر المنح الدراسية الأكاديمية، وتعطي الأفضلية للمعرفة المكتسبة من خلال الوحي والنبوة والمعرفة التقليدية. تميل معتقدات المايانية إلى أن تتميز بمزيج من الباطنية ووالتوفيق بين الأديان، بدلًا من أن تكون نتيجة بحث ميداني رسمي أو بحث علمي مفصل استند إلى مجموعة واسعة من المصادر الأولية.

## 21 ديسمبر 2012
تنبع أهمية هذا التاريخ في المايا من انتهاء دورة الباكتون الحالية لتقويم المايا في عام 2012، والتي اعتقد الكثيرون أنها ستؤسس «تحولًا في الوعي» يكون عالميًا ولبداية عصر جديد. أصبح هذا يُعرف بظاهرة 2012. يمكن إرجاع التكهنات حول هذا التاريخ إلى الإصدار الأول من المايا لعام 1966 بواسطة مايكل دوغلاس كو، والذي اقترح فيه تاريخ 24 ديسمبر 2011 كتاريخ اعتقد فيه شعب المايا أن «أرمجدون ستتفوق على الشعوب المنحلة في العالم وكل الخلق». أصبح هذا التاريخ موضوعًا للتكهنات من قبل فرانك واترس، الذي خصص فصلين لتفسيره، بما في ذلك مناقشة المخطط الفلكي لهذا التاريخ وارتباطه بنبوءات هوبي في كتابه غموض المكسيك: عالم الوعي السادس القادم لعام 1975. تم ذكر أهمية عام 2012 (ولكن بدون تحديد أي يوم فيه) بإيجاز من قبل خوسيه أرغيويلز في كتاب الرؤية التحويلية: تأملات في طبيعة وتاريخ التعبير البشري لعام 1975. وكذلك دون الإشارة إلى حضارة المايا القديمة بواسطة تيرينس ماكينا ودنيس ماكينا في كتاب المشهد غير المرئي: العقل، والمهلوسات، وآي تشينغ لعام 1975.
ألهم كتاب واترس مزيدًا من التكهنات في منتصف الثمانينيات، بما في ذلك مراجعة التاريخ من قبل ماكيناس وأرغيويلز وجون ميجر جنكينز إلى شيء يتوافق مع الانقلاب الشتوي في عام 2012. أصبحت تفسيرات التاريخ موضوعًا لمزيد من التكهنات بواسطة أرغيويلز في العامل الماياني: مسار ما وراء التكنولوجيا لعام 1987، وقد تمت ترقيتها في التقارب التوافقي عام 1987. تلقت مزيدًا من التفصيل في نظرية الجدة لتيرينس ماكينا. إن التنبؤ المفترض بالاقتران الفلكي للثقب الأسود في مركز مجرة درب التبانة مع الانقلاب الشتوي للشمس في 21 ديسمبر 2012، المشار إليه بواسطة جينكينز في تكوين تكوين المايا 2012: المعنى الحقيقي لتاريخ نهاية تقويم مايا لعام 1998، ومحاذاة المجرة: تحول الوعي وفقًا للتقاليد المايا والمصرية والفيدية لعام 2002، قد تنبأ به المايا القدامى وغيرهم هو حدث متوقع كثيرًا في المايانية. ومع أن جينكينز يشير إلى أن معرفة المايا القدامى بهذا الحدث كانت تستند إلى ملاحظات الصدع المظلم في مجرة درب التبانة كما يُرى من الأرض (إن هذا الصدع المظلم، كما يقال من قبل بعض علماء المايا، يعتقد بعض المايا أنه أحد المداخل إلى شيبالبا)، ويرى آخرون أنه دليل على المعرفة المنقولة عبر الاتصال القديم بذكاء خارج كوكب الأرض. تمت مناقشة أهمية ملاحظات الصدع المظلم الحديثة لمعتقدات ما قبل العصر كولومبوس ومعتقدات المايا التقليدية بشدة، ويرفض علماء الآثار الأكاديميون جميع النظريات المتعلقة بوجود اتصال مع حياة خارج كوكب الأرض، ولكن من الواضح أن تعزيز المايانية من خلال الاهتمام عام 2012 ساهم في تطور التوفيق الديني في مجتمعات المايا المعاصرة. قام المؤلف النفسي دانيال بينشبيك بتعميم مفاهيم العصر الجديد حول هذا التاريخ، وربطها بالمعتقدات حول دوائر المحاصيل، ووالاختطاف الفضائي، والاكتشافات الشخصية القائمة على استخدام الكائنات والوسائط الحية في كتابه 2012: عودة كيتزالكواتل لعام 2006.
اعتبر كارل جوهان كاليمان أن تاريخ 28 أكتوبر 2011 وليس 21 ديسمبر 2012 هو تاريخ انتهاء محوري. لا يرى كالمان التاريخ على أنه نهاية العالم ولكنه تحول بطيء للوعي حيث بدأ الناس يختبرون «وعيًا للوحدة» بشكل أعلى.

## المايانية والشامانية وشعب تولتك
أصبحت الشامانية مكونًا مهمًا من مكونات المايانية، ويرجع ذلك جزئيًا إلى التفسير العلمي لحكام المايا القدامى على أنهم شامان ولشعبية كارلوس كاستانيدا، الذي وصفت كتبه تدريبه المهني على ساحر من شعب ياكي. ومع ذلك، يُنظر إلى أعمال كاستانيدا على أنها خيالية وغير دقيقة ومضللة ومنتحلة، وهناك أدلة قوية تدعم التفسير القائل بأن كلا من «كارلوس» (شخصية في كتب كاستانيدا) ودون جوان (الساحر) هما إبداعات خيالية. ومع أن شعب الياكي هم السكان الأصليون في منطقة صحراء سونورا في شمال المكسيك وجنوب أريزونا، بعيدًا عن منطقة المايا، فإن المايانية غالبًا ما تدمج مفهوم تولتيك (كاستانيدا) مع تولتك الذين تفاعلوا مع المايا القدامى. ينبع هذا من تكهنات القرن التاسع عشر من قبل براسور وتشارناي حول شعب التولتيك كعرق أبيض آري جلب الحضارة المتقدمة إلى الأمريكتين إما من خلال الهجرة من آسيا عبر مضيق بيرينغ (وفقًا لتشارناي) أو الهجرة من القارة المفقودة من أتلانتس (وفقًا لبراسور).